# Syzygium eugeniiforme
Syzygium eugeniiforme är en myrtenväxtart som beskrevs av Peter Shaw Ashton. Syzygium eugeniiforme ingår i släktet Syzygium och familjen myrtenväxter. Inga underarter finns listade i Catalogue of Life.